# Osberto da Nortúmbria
Osberto da Nortúmbria (morto em 21 de março de 867), foi um rei da Nortúmbria em meados do século IX. As fontes sobre esse período na história da Nortúmbria são muito escassas. O fim do reinado de Osberto é desconhecido e o transcurso de seu reinado é de difícil compreensão.

## Trajetória
As fontes históricas sobre este período da Nortúmbria são muito limitadas, assim que a data de seu reinado e ascendência são questionáveis.

### Crônicas
Osberto tornou-se rei depois que Etelredo I, filho de Enredo, foi assassinado. A data da morte de Etelredo é incerta, mas geralmente está é aceito o ano de 848, . . Contudo, o cronista Simeão de Durham menciona que "Etelredo, filho de Enredo, reinou nove anos. Quando foi assassinado, Osberto assumiu o trono por 13 anos", e aclara que o ano de 854 foi "o quinto ano, sob o reinado de Osberto, o sucessor de Etelredo, a quem deram morte" embora D. P. Kirby a coloque em 853.
No entanto, Simeão de Durham afirma que "Etelredo, filho de Enredo, reinou nove anos". antes de ser morto e depois subiu ao trono Osberto (Osbryht), que reinou por 13 anos" e também "afirma que 854 foi" o quinto ano do governo de Osberto, sucessor de Etelredo, que foi condenado à morte ". 
Pouco se sabe sobre o reinado de Osberto. Simeão afirma que "Osberto tinha se atrevido com uma mão sacrílega a enfrentar a igreja e tomar terras de Wercewurde e Tillemuthe"  A História de Historia de Sancto Cuthberto data a apropriação dessas terras no ano anterior à morte de Osberto. .Osberto foi substituído como rei por Ela. Enquanto Ela é descrito na maioria das fontes como um tirano, e não como um rei legítimo, uma fonte afirma que ele era o irmão de Osberto..

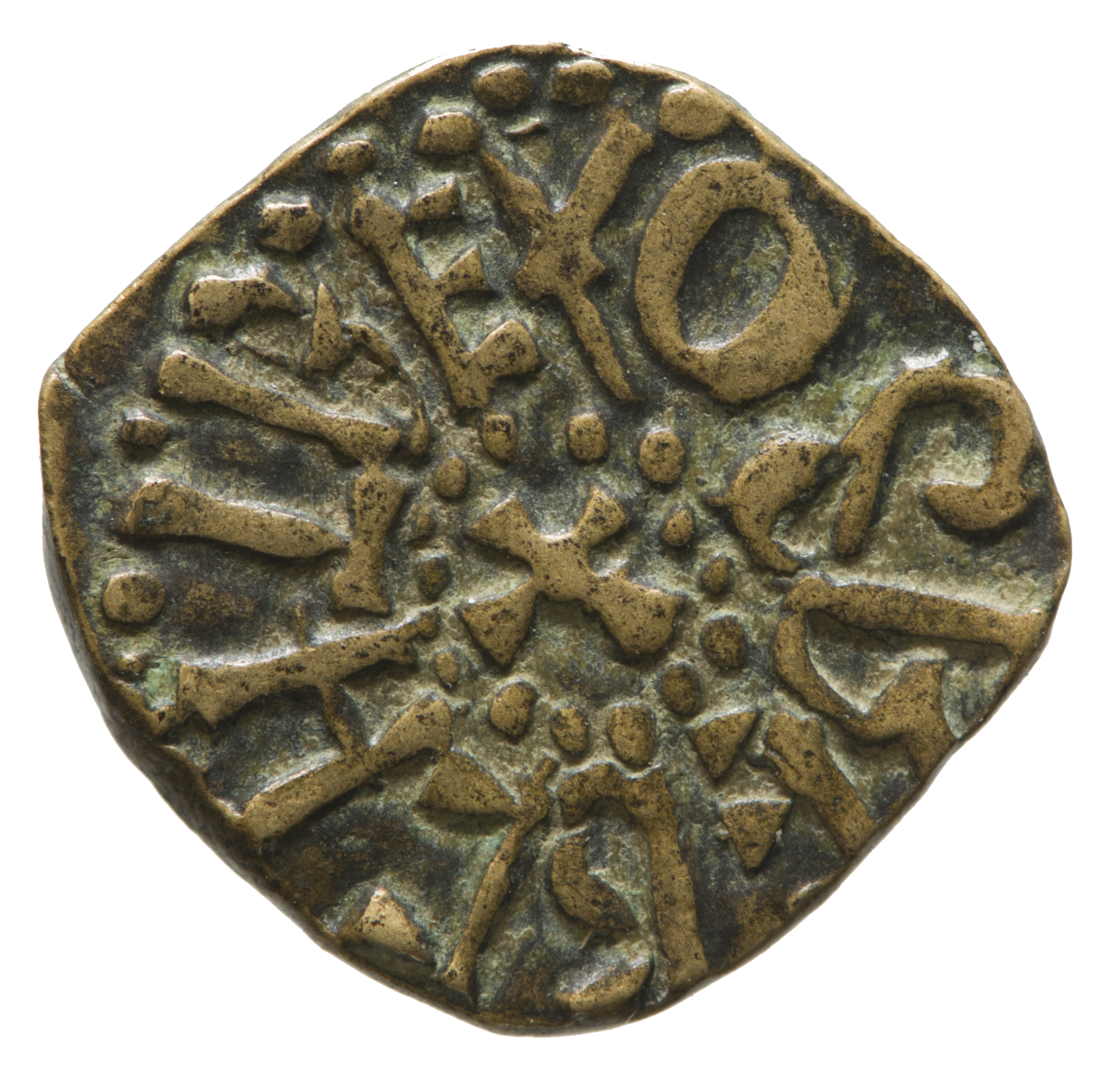
Moeda do rei Osberto, feita com liga de cobre.

O Grande exército dinamarquês desembarcou na Nortúmbria no final do verão de 866, ocupando Iorque em 21 de novembro de 866.  Fontes históricas como a Crônica Anglo Saxã, em Simeão de Durham, Asser e Etelvardo, relatam estes acontecimentos, com relativa semelhança, a exceção de pequenos detalhes, contam substancialmente a mesma versão dos eventos.  Simeão, na sua obra Historia Regum Anglorum, conta a história da batalha de 21 de março 867, na que Osberto e Ela, temporalmente aliados, encontraram a morte na mãos dos viquingues Os viquingues colocaram Egberto no trono norueguês:
"Naqueles dias, os nortúmbrios expulsaram violentamente o verdadeiro rei da sua nação, de nome Osberto, colocando em seu lugar um tirano chamado Aelle. Quando os pagãos invadiram o reino, e então a disputa entre os dois reis chegou ao fim. E foi graças à providência divina e a ajuda dos nobres que Osberto e Aelle, juntando forças, formaram um exército, chegaram à cidade de Iorque; Em sua aproximação, a maioria dos homens dos barcos viquingues começaram a fugir. Os cristão lutaram com grande ferocidade, e os dois reis caíram mortos. Os que se salvaram fixaram a paz com os dinamarqueses"..
O rei Osberto pode ter sido enterrado em Thornhill, Condado de Iorque. Daquela era, um grupo raro de lápides de Anglos de alto escalão, uma com o seu nome, foi descoberto nos tempos vitorianos no cemitério da antiga igreja de São Miguel e todos os anos, tais lápides são expostas à visitação pública.
Depois disso, os viquingues apoiaram Egberto para governar a Nortúmbria. 

### Sagas
A Saga Ragnarssona þáttr (O conto dos filhos de Ragnar) acrescenta uma grande quantidade de detalhes lendários à conquista viquingue de Iorque, como as figuras do semilendário rei da Suécia Ragnar Calças Peludas e seus filhos:Hvitserk, Biorno Flanco de Ferro, Sigurdo Cobra no Olho, Ivar, o Desossado e Uba. De acordo com esta história, Ragnar foi capturado e morto por Ela, um feito que levou à conquista de Iorque em 866 por um exército liderado pelos filhos de Ragnar, que vingaram a sua morte submetendo a Aelle ao ritual da águia de sangue.
As primeiras fontes documentais britânicas, porém, afirmam que Ela e Osberto morreram na batalha. De acordo com a Crônica Anglo-Saxônica, "ambos os reis foram mortos naquele lugar”!  A figura principal destes contos de vingança recai sobre Ivar, às vezes associado ao líder viquingue Imar, irmão de Amlaíb Conung, dos anais irlandeses. Alguns anos depois, Hingwar e Hubba foram martirizados pelo rei Edmund de East India. 11 Dorothy Whitelock observa que "não é verdade de forma alguma que ele tenha que ser identificado com o filho de Ragnar, já que o nome não é incomum".
A Crônica Anglo-Saxônica não faz referência aos líderes viquingues na Nortúmbria, mas afirma que "Inguar e Uba" mataram São Edmundo de Anglia Oriental, alguns anos mais tarde.. Uba é citado pelo Abade de Fleury e pela História de São Cuteberto Historia de Sancto Cuthberto, como líder do exército na Nortúmbria. Já Simeão de Durham lista os líderes do Exército viquingue como “Haldano, Inguar, Uba, Beicsecg, Gotrum, Oscitel, Amundo, Sidroco e outro duque de mesmo nome, Osberno, Frana e Haroldo”. .
O historiador normando Godofredo Gaimar e Godofredo de Gales associam um inglês chamado "Bern" ou "Buern" como responsável pela chegada dos dinamarqueses à Inglaterra. De acordo com Gaimar Buern, ele fez isso para vingar a violação de sua esposa por Osberto.

### Outro
Hector Boece relaciona dois príncipes de Northumbrian Osbrecht e Ella que levaram no castelo em Stirling . Stirling.